# Kavlås slott
För äppelsorten se Kavlås (äpple)
Kavlås eller Kaflås är ett slott och säteri i Hömbs socken i Tidaholms kommun i Västergötland. Säteriet ligger på en höjdsträckning vid Ösan nära Hömbs kyrkby. Kavlås omnämns första gången i slutet av 1300-talet. På 1500-talet tillhörde egendomen släkten Natt och Dag till Göksholm. Genom köp kom godset 1723 till den friherrliga ätten von Essen, som fortfarande äger Kavlås. Corps-de-logiet byggnadsminnesförklarades 1978. Från Kavlås härstammar Kavlåsäpplet, Västergötlands landskapsäpple.
Kavlås var en av stationerna på Hjo–Stenstorps Järnväg.

## Byggnader

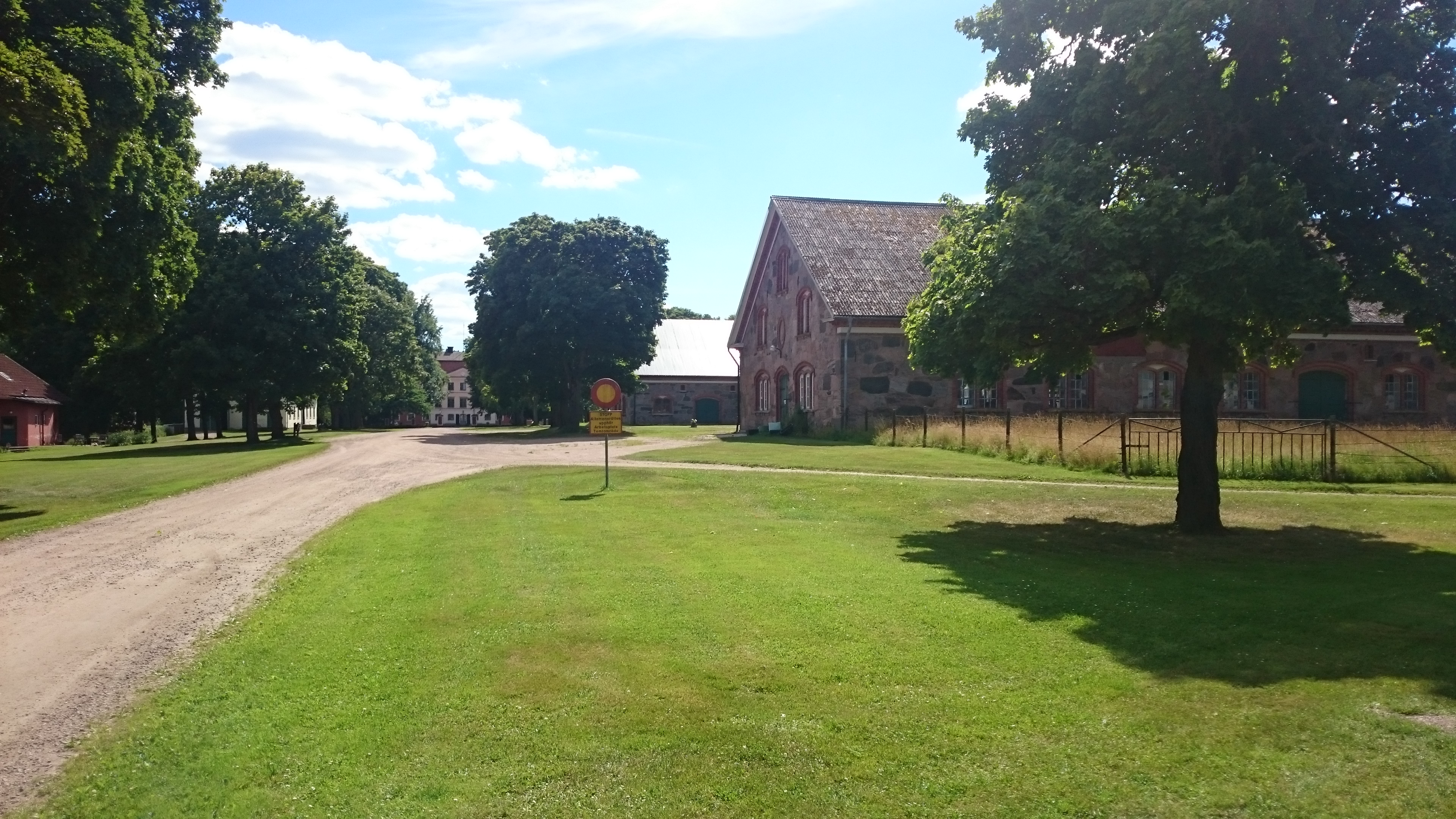
Granitlängorna till fägårdsbyggnaden

Den nuvarande huvudbyggnaden är i tre våningar och byggdes mellan 1750 och 1775 då Fredric Ulric von Essen var ägare. På grund av den långa byggtiden har huset inslag av både rokoko och gustaviansk stil. Huset är byggt i tegel på en sandstenssockel och täckt av ett valmat mansardtak med plåt på det över takfallet och enkupigt tegel på det nedre. Fasaden är täckt med vit och röd puts. Den förklarades som byggnadsminne 1978.
Den stora trelängade fägårdsbyggnaden består av en lada i trä och ladugård samt stall i granit. Granitlängorna, med fasaddekorationer i rött tegel och småspröjsade fönster, är byggda 1863 efter ritningar av Charles Emil Löfvenskiöld.

## Industrier
1746 startade Fredric Ulric von Essen på Kavlås slott alunbruk i vad som är utkanten av dagens Ekedalen, vid sjön Bruksdammen. Bruket sysselsatte i början av 1800-talet cirka 40 arbetare och producerade 650 tunnor alun årligen. 1855 upphörde alunbruket sedan nya och billigare framställningsmetoder för alun hade upptäckts. Brytningen av alunskiffer kom att expandera till Övertorps kalkbruk under början av 1800-talet.  År 1918 bildades Västergötlands Förenade Kalkindustrier som snart köpte upp de största bruken i landskapet, däribland Övertorp. Bolaget hade stora planer för framtiden och i början gick det bra. Men på 1920-talet blev det kris inom kalkindustrin. Importen av konstgödsel hade kommit igång igen efter första världskriget och intresset för kalk sjönk. Lönsamheten inom kalkindustrin minskade därför drastiskt och Övertorps kalkbruk förde en allt mer tynande verksamhet fram till 1954 då det lades ned.
Fredrik von Essen på Kavlås var en av de drivande för byggandet av Hjo–Stenstorps Järnväg, där Kavlås hade en egen station på grenen mot Tidaholm.
På gården drevs ett ångmejeri mellan 1850 och 1961.